# San Juan Sacatepéquez
San Juan Sacatepéquez est une ville du Guatemala nommée d'après Saint Jean-Baptiste. 